# KOI-4878.01

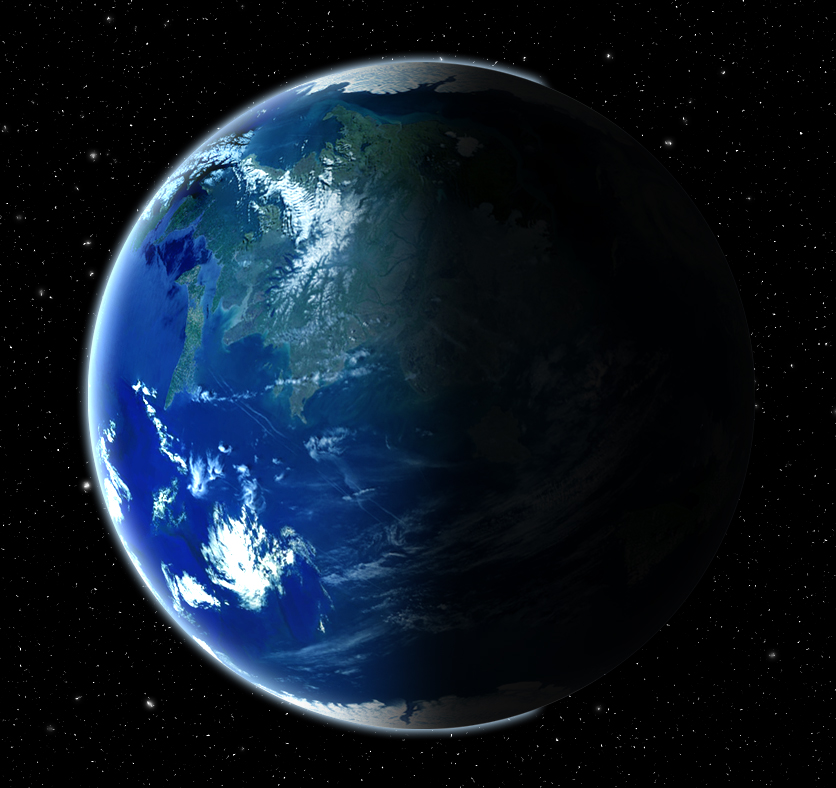
Impressão artística de KOI-4878.01.

KOI-4878.01 é um exoplaneta quase do tamanho da Terra candidato a ser um planeta análogo à Terra que orbita ao redor de KOI-4878, uma estrela tipo G (anã amarela) localizado a cerca de 1075 anos-luz de distância a partir da Terra. Devido a sua estrela hospedeira ser um pouco mais quente do que o Sol, ela possui uma zona habitável situada mais afastada da mesma, o que significa que o período orbital do planeta deve ser muito mais que os 365 dias que a Terra leva para completar uma órbita, na verdade, ele leva 449 dias terrestres. KOI-4878.01 é cogitado para ser o planeta mais parecido com a Terra em termos de Índice de Similaridade com a Terra (0,98), assim como o tamanho (1,04 raio terrestre). Porém, sua existência ainda precisa ser confirmada, mas o telescópio espacial Kepler já registrou quatro trânsitos desse possível planeta até a data.

## Características e habitabilidade
Segundo o arquivo da NASA, se sua presença for confirmada, KOI-4878.01 teria um Índice de Similaridade com a Terra (IST) de 98%, o maior detectado até agora. Suas características estimadas são típicas de um análogo à Terra, completando uma órbita em torno da estrela hospedeira (ligeiramente menos massiva que o Sol, mas com um volume ligeiramente superior, cerca de 5% maior, e uma temperatura arredor de 6.031 K) a cada 449 dias, o que poderia colocá-lo na zona habitável da estrela. Sua massa calculada seria 0,99 vezes maior do que a da Terra, com um raio ligeiramente maior (1,04) e uma temperatura média de -16,5 °C (17,85 °C, considerando uma atmosfera semelhante à da Terra, contra os 14 °C da Terra). Sua estrela hospedeira, KOI-4878, está localizada a 1075,2 anos-luz de distância da Terra.
A metalicidade de KOI-4878 não é muito baixa, o que pode representar uma presença significativa de elementos pesados no sistema. Assim como, os corpos do sistema que têm uma densidade própria de um planeta telúrico, deve ter uma composição semelhante a de seus homólogos do Sistema Solar. Outro ponto a favor da habitabilidade do KOI-4878.01 é o seu período orbital que é muito amplo para que se encontre bloqueado por maré por sua estrela.
O hidrogênio e o oxigênio são muito comuns no universo, e é provável que esteja presente na maioria dos planetas, pelo menos nos estágios iniciais de sua formação. Este fato, juntamente com a temperatura média, massa e tamanho de KOI-4878.01, tornam muito provável a presença de água na sua superfície. É possível que sua menor densidade em relação à Terra, é devido à presença excessiva de água em sua crosta, o que o tornaria em um planeta oceânico.
Considerando suas características, se a existência de KOI-4878.01 for confirmada a probabilidade de que algum tipo de forma de vida sobre sua superfície, são extremamente elevados.
O próximo trânsito é esperado para acontecer em 10 de outubro de 2016.